# Łamaczyna (przystanek kolejowy)
Łamaczyna (biał. Ламачына, ros. Ломачино) – przystanek kolejowy w miejscowości Łamaczyna, w rejonie orszańskim, w obwodzie witebskim, na Białorusi. Leży na linii Moskwa - Mińsk - Brześć.